# .325 Winchester Short Magnum
El .325 Winchester Short Magnum, abreviado 325 WSM, es un cartucho metálico en calibre 8 mm de fuego central introducido por Winchester Ammunition en 2005.
Presentado en el Shot Show de Las Vegas, en el 2005, el .325 WSM es el calibre más grande de la familia de cartuchos Winchester Short Magnum, y se desarrolló con fines cinegéticos, específicamente para la caza mayor de animales de tamaño mediano y grande en los cinco continentes.

## Historia y Origen
Desde la introducción del .300 WSM en 2000, se especuló que Winchester y Browning desarrollarían otros calibres a partir del casquillo del .300 WSM. 
Para el 2001, Winchester anunció el lanzamiento de los cartuchos metálicos .270 WSM y 7mm WSM . Se esperaba que el próximo calibre a introducirse a partir del casquillo de la familia WSM fuese el .33 (8.38 mm) . Sin embargo, Winchester sorprendió al público en el 2002 cuando introdujeron el .223 Winchester Super Short Magnum (abreviado .223 WSSM) y el .243 WSSM, que también desarrollados a partir del casquillo WSM recortado. Posteriormente se lanzó el .25 WSSM en 2003.
La introducción del .325 Winchester Super Short Magnum en 2005 sorprendió al mercado, ya que el calibre de 8 mm no tenía seguidores en América del Norte. Las introducciones anteriores de cartuchos de 8 mm en América del Norte no lograron la popularidad esperada, ya que el calibre .30 (7.62 mm) generalmente se consideraba el calibre de elección entre los cazadores estadounidenses.
El .325 WSM fue inicialmente ofrecido para disparar proyectiles "Silvertip"de 180 granos que logran una velocidad de salida de 3,060 pies por segundo; una opción de 200 granos, con velocidad de salida de 2,950 pies por segundo y una más pesada aún, de 220 granos que alcanza los 2,840 pies por segundo en las cargas comerciales.

## Dimensiones del cartucho
El casquillo del .325 Winchester Short Magnum tiene una capacidad de H 2 O de 5,39 ml (83 granos ).
El cartucho 8×68 mm S introducido en 1939 es probablemente el gemelo balístico más cercano del .325 Winchester Short Magnum, que a su vez es considerablemente más corto y grueso, además de tener un borde rebajado más radical, un ángulo de hombro mucho más pronunciado y un cuello más corto (7.82 mm) que el 8×68 mm S, resultando en que  el castillo del 8×68mm S con su cuello de 9.1 mm de largo lo haga más adecuado para cargar balas más largas y pesadas. Por otro lado, las proporciones del .325 Winchester Short Magnum promueven una buena eficiencia balística interna que permite que el .325 Winchester Short Magnum dispare balas más cortas y livianas a velocidades de boca ligeramente más altas mientras usa menos propulsor que el 8×68mm S.

## Performance
El .325 WSM es un cartucho calibre 8 mm muy eficiente y de trayectoria plana, con rendimientos similares a los otros dos cartuchos magnum como el célebre Remington Magnum de 8 mm y el cartucho alemán de 8×68mm S. Sin embargo, estos dos últimos cartuchos tienen la ventaja distintiva de poder acomodar cartuchos largos y pesados. Debido a la necesidad de colocar balas más largas y pesadas más profundamente en la columna de pólvora debido al diseño corto y la longitud total máxima del cartucho .325 WSM, la velocidad disminuye a medida que aumenta el peso de la bala. Esto es particularmente evidente con balas monometálicas como las balas E-Tip de Nosler y las balas Barnes X. Estas balas están construidas con cobre, que tiene aproximadamente un 20 % menos de densidad que una bala de plomo convencional. Las balas monometálicas resultantes suelen ser más largas, lo que requiere que estas balas se asienten más profundamente para cumplir con los estándares establecidos para el cartucho y permitir una alimentación y un ciclo confiables de los cartuchos en los rifles.

## Uso deportivo
El .325 WSM debe considerarse primeramente como una opción de caza deportiva, adecuada para animales peligrosos de piel delgada y pesos de hasta 1800 libras (816 kg). Las balas de 180 gr o menos están destinadas a especies de ciervos más pequeños, como el venado cola blanca y el ciervo mulo, mientras que las de 200 gr o más están destinadas a wapiti, alces y osos grandes. 
El .325 WSM, resulta una alternativa interesante para cazadores europeos de alces, jabalíes, ya que su rendimiento es similar al 8×68 mm S. Siendo una opción versátil que permite cazar hasta los osos más grandes. La mayoría de los proveedores recomiendan al menos un cartucho de clase magnum de calibre .30 a .375 (según el umbral de retroceso del cazador) para las especies de osos más grandes, como el oso pardo de Alaska y el oso polar. Debido al tiro plano y al rendimiento de largo alcance del .325 WSM, también tiene un rendimiento superior para la mayoría de los juegos de las llanuras africanas, como el kudu, el nyala, el ñu y la cebra.